# Безымянка (приток Самары)
Безымянка — река в России, протекает в Самарской области. Устье реки находится в 178 км по левому берегу реки Самара. Длина реки составляет 33 км.

## Данные водного реестра
По данным государственного водного реестра России относится к Нижневолжскому бассейновому округу, водохозяйственный участок реки — Самара от водомерного поста у села Елшанка до города Самара (выше города), без реки Большой Кинель, речной подбассейн реки — подбассейн отсутствует. Речной бассейн реки — Волга от верховий Куйбышевского водохранилища до впадения в Каспий.
Код объекта в государственном водном реестре — 11010001112112100007569.